# Grève de huit jours
La grève de huit jours est un évènement insurrectionnel algérien dans le cadre de la guerre d'Algérie, dirigé par le FLN, qui se déroule du 28 janvier 1957 au 4 février 1957.

## Évènements en Algérie
Pour opérer une opération médiatique le jour même où l'ONU doit ouvrir une session pour étudier le cas de la guerre d'Algérie, le FLN décide d'organiser une manifestation visant à montrer au pouvoir le soutien populaire de la guerre d'Algérie. Celle-ci prend la forme d'une grève générale d'une durée de 8 jours. Elle est finalement écrasée par les troupes françaises dirigées par le général Massu.
Elle a permis de fédérer la ville d'Alger et de rallier un certain nombre d'étudiants au maquis  à la suite de la répression.

## Évènements en France
Cette grève a été coordonnée avec les ouvriers algériens en France qui ont aussi décrété la grève générale au même moment. Cette grève a été l'occasion pour le FLN de supplanter le MNA dans son ancrage populaire.